# 孝明天皇宸翰
孝明天皇宸翰（こうめいてんのうしんかん）とは、1863年（文久3年）に、八月十八日の政変を行った礼に、会津藩主松平容保に送られた宸翰である。同時に、御製も送られた。これを松平容保は、竹筒に入れ生涯誰にも見せることなく、亡くなった。

## 御製
たやすからさる世に武士（もののふ）の忠誠のこゝろをよろこひてよめる
「やはらくも　猛き心も　相生の　松の落葉の　あらす栄へむ」
「武士と　心あはして　巌をも　つらぬきてまし　世々のおもひて」

## 関連リンク
- 『京都守護職始末』　※国立国会図書館近代デジタルライブラリー、旧字体旧かなづかい。巻頭に宸翰と御製を見ることが出来る。